# در عدن قادين أفندي
در عدن قادين أفندي هي زوجة السلطان العثماني محمد الخامس العثماني. وُلدت في 16 مايو 1860 في سوتشي، وتوفيت في 17 أكتوبر 1909 في إسطنبول.